# Блины (Псковская область)
Блины — деревня в Шиковской волости Островского района Псковской области.
Расположена в 52 км к востоку от города Острова и в 5 км к югу от волостного центра, деревни Шики.
Постоянное население по состоянию на 2000 год в деревне отсутствовало.